# Sestřelení bombardéru Miss Fortune 22. února 1944
Sestřelení bombardéru Miss Fortune 22. února 1944 je událost, k níž došlo během mise amerického bombardéru Consolidated B-24J Liberator s/n 42-73138-U z 343rd BS, 98th BG, 15th AF, USAAF (~ 343. bombardovací squadrony 98. bombardovací skupiny 15. letecké armády amerického armádního letectva) nad Protektorátem Čechy a Morava. Po poškození německým stíhačem se letoun zřítil nedaleko samoty Dubeč u Prádla na jižním Plzeňsku. Jedenáctičlenná posádka až na jednoho střelce na místě zahynula, střelec Raymond A. Noury byl zajat a v zajetí zůstal až do konce války.

## 98. bombardovací skupina
15. letecká armáda (Fifteenth Air Force) vznikla 1. listopadu 1943, aby ze základen v jižní Itálii prováděla strategické bombardování v Evropě a zapojovala se do leteckých bojů proti nepřátelským letadlům. 98. bombardovací skupina, která k ní byla při vzniku zařazena, byla vybavena čtyřmotorovými bombardéry Consolidated B-24 Liberator pro těžké bombardování na dálkových misích.

## Letadlo
Roku 1935 byl v USA zadán vývoj nového čtyřmotorového bombardovacího letounu s velkým doletem. Kalifornská firma Consolidated Aircraft Corporation vypracovala projekt bombardéru, jehož prototyp XB-24 vzlétl poprvé v prosinci 1939, ale nepodal očekávaný výkon. XB-24 byl poháněn čtyřmi hvězdicovými čtrnáctiválci Pratt & Whitney R-1830-33 Twin Wasp s mechanickými kompresory s maximálním výkonem 1200 hp (895 kW). Americké letectvo objednalo malou ověřovací sérii a 38 sériových B-24A, později odebralo část letadel ze zakázky pro RAF. Letadla využívalo jako dopravní. V průběhu války docházelo k postupným modernizacím, čímž vznikaly další typy letounu. Jedním z typů byl i B-24J (Liberator B/GR Mk.V), kterých bylo vyrobeno 6678 kusů s řadou dílčích úprav.

## Posádka

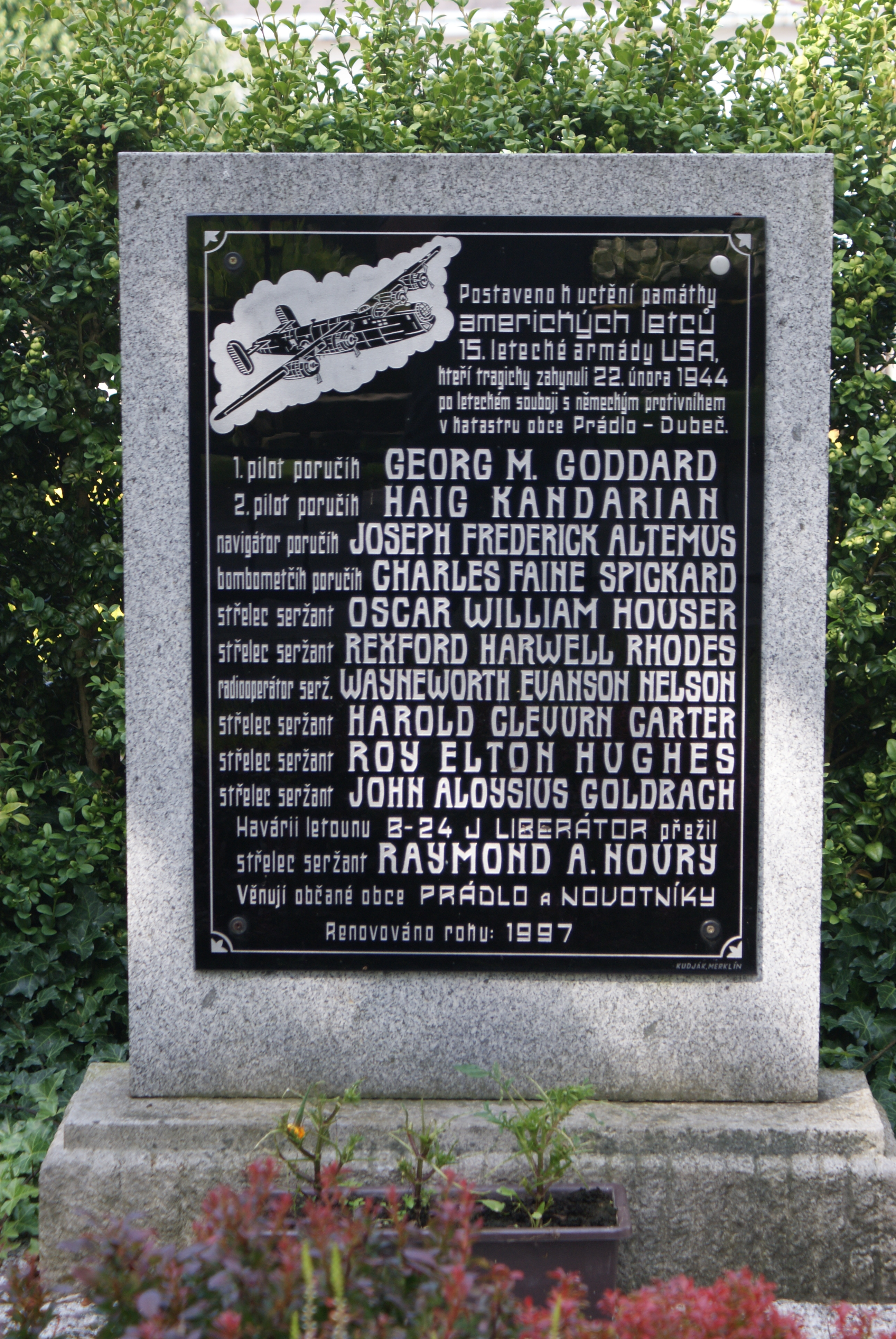
Pomník v Prádle

B-24J Liberator s sériovým číslem 42-73138-U měl přezdívku „Miss Fortune“ (Letecká badatelna uvádí označení „Butch“) a velel mu 1. pilot lajtnant George M. Goddard. Celou posádku tvořili:
- 1. pilot: Lt George M. „Skipper“ Goddard
- 2. pilot: Lt Haig „Kandy“ Kandarian
- navigátor: Lt Joseph Frederick „Joe/Altimeter/Star Gazer“ Altemus
- bombometčík: Lt Charles Fayne „Spick“ Spickard
- radiooperátor: Sgt Wayneworth Evanson „Lord Nelson“ Nelson
- střelec: Sgt Oscar William „Lucky“ Houser (nahradil nemocného Adamse[3])
- střelec: Sgt Harold Clevurn Carter
- střelec: Sgt Rexford Harwell „Dusty“ Rhodes
- střelec: Sgt Roy Elton Hughes
- střelec: Sgt John Aloysius Goldbach
- střelec: Sgt Raymond A. Noury[1][4][5]

Pro Rexforda Rhodese šlo o 50. bojovou misi, poslední z požadovaného počtu před návratem do USA.

## Poslední let

### Průběh operace
Částí operace Argument, soustředěného bombardování továren leteckého průmyslu v Německu a jím ovládaných území, byl 22. února 1944 nálet na výrobní areály letecké továrny Messerschmitt GmbH v Bavorsku, konkrétně v Obertraublingu a Prufeningu poblíž Řezna a další u Mnichova. Cílem bylo zničení továren dodávajících či opravujících letadla Luftwaffe, což mělo oslabit německé letectvo před plánovanou spojeneckou invazí do Normandie. Po briefingu navigátor Altemus posádce sdělil cíl a varoval, že u Řezna mohou čekat to nejhorší, navíc částečně bez ochrany stíhaček a tedy s nutností být na pozoru a mít připravené palubní zbraně. Řezno bylo nejvzdálenějším cílem, kde v Německu 15. letecká armáda do té doby zasahovala.
Ze základen v jižní Itálii odstartovalo 118 bombardérů B-24 Liberator a 65 bombardérů B-17 Flying Fortress, Goddardův liberátor odstartoval v 8.05 s deseti 500librovými pumami v pumovnici. Doprovod bombardovacímu svazu dělalo 185 stíhaček P-38 Lightning a P-47 Thunderbolt. Některá letadla letky se vracela zpět na základnu a také Goddardův liberátor byl zasažen střelbou, ale byl schopný pokračovat v letu.
Spojenecké letouny blížící se od jihu byly německými hlídkami poprvé zpozorovány v 11:32. Luftwaffe, německé válečné letectvo, nenechalo jejich let bez povšimnutí. Ze základny Wels u Lince vyslalo těžké dvoumotorové stíhací letouny Messerschmitt Bf 110G-2 z II. gruppe eskadry ZG1. V 11:55 se spojenecké bombardéry objevily u Salcburku a nabíraly severozápadní a následně severní kurs, v němž pokračovaly k německému Pasovu.
Zatímco nad Bavorskem bombardéry doprovázely stíhací letouny, dál nemohly pokračovat pro svůj nedostatečný dolet a vrátily se zpět na základny. Patrně kvůli špatné až nulové viditelnosti se část bombardérů 98. bombardovací skupiny odklonila od udaného směru na německé Řezno a směřovala přes Schwandorf na sekundární cíl mise, Škodovy závody. Podle Karla Fouda si ale posádka nebyla vědoma svého odchýlení od stanoveného kurzu a v čase plánovaného dosažení Řezna již byla nad Plzní. Ve zprávách o sestřelených letadlech se často objevuje tvrzení, že letadla byla napadena při svém návratu po bombardování továren u Řezna, ale o návrat nešlo.
Po poledni došlo nad Plzeňskem k vzdušné bitvě, která byla prvním soubojem mezi vzdušnými silami USA a Německa nad územím Protektorátu Čechy a Morava. Při souboji byly sestřeleny další liberátory, 42-64483 dopadl u Bukovce nedaleko Horšovského Týna a 42-40662 na louku u Lhenic na Prachaticku, a čtyři útočící Messerschmitty.

### Poškození letadla a jeho havárie
Letka mířící k Plzni ve výšce zhruba 7 km byla ostřelována flakem a pronásledovalo ji zhruba osm stíhačů. Podle vzpomínek seržanta Nouryho v této situaci nahlásil střelec Carter z kulové věže zaseknutí kulometů. Podle Nouryho jeden ze stíhačů zaútočil na liberátor „Miss Fortune“ střelbou z 20mm kanónu, za fatální však považoval zásah protileteckou střelou zespodu do křídla skrz motor. Některé zdroje uvádějí pravděpodobný zásah raketou WGr.21 vypálenou z útočící stíhačky Bf 110 a podle jiného zdroje zasáhl letoun granát vystřelený německou protileteckou obranou ze země. Dle pamětníka Karla Šlajera došlo k sestřelu ve 12.30. Po zásahu začaly liberátoru hořet motory č. 3 a 4 na pravé straně. Následoval druhý zásah do pilotního prostoru a utrhl se kus pravého křídla s vnějším motorem. Letoun se dostal do pádu, při kterém došlo k dalšímu výbuchu, nejspíše palivové nádrže. Tento výbuch vyhodil z trupu letadla střelce seržanta Raymonda Nouryho, který krátce upadl do bezvědomí. Když přišel k vědomí, byl s otevřeným padákem ve výšce zhruba 950 až 1500 metrů.
Letadlo padalo téměř kolmo k zemi, otáčelo se okolo vlastní osy a dopadlo do lesa poblíž hájovny u osady Dubeč nedaleko Nepomuku. Náraz trupu vytvořil velký kráter, letadlo vybuchlo a při následném požáru shořelo. Deset zbylých členů posádky na místě zemřelo. Utržená část pravého křídla dopadla poblíž vrcholu Bukové hory, dva a půl kilometru na sever od místa dopadu letadla, oddělený motor č. 4 poblíž něj. Karel Šlajer se na místo dopadu podíval po pěti dnech a z trosek se stále ještě kouřilo.
Pamětnice Markéta Solarová vzpomínala, že toho dne byla na statku na svatební hostině, když se na obloze ozval hukot leteckých motorů a výstřely kulometu. Krátce na to se ozvala exploze, která zatřásla kamennou stodolou i půdou pod nohama. S přáteli běžela do lesa, ale na místě dopadu viděla tak hrůznou scénu, že se na něj už nikdy nevrátila.

### Po dopadu
Seržant Noury se snesl u lesa nad Chocenicemi, do zhruba 90 cm sněhu dopadl bez bot a s nohou poraněnou od střepiny. Hluk letadel a vzdušný souboj upoutal pozornost obyvatel Nepomucka a tak choceničtí včetně místního četníka parašutistu brzo objevili. Převezli jej na místní četnickou stanici, kde mu byla poskytnutá první pomoc. Na stanici jej později zajali členové Gestapa a seržant Noury strávil zbytek války v zajateckém táboře. Při výslechu udal jen své jméno a hodnost, takže německé orgány nebyly schopné posádku a letadlo identifikovat. K identifikaci došlo až po skončení války americké vyšetřovací komisi a československým státním orgánům.

## Pohřbení
Ostatky padlých vojáků byly pohřbené v jedné rakvi na hřbitově v Prádle za účasti starosty Václava Březáka, hrobníka Františka Holého a policie. V roce 1946 byla tato rakev exhumována americkými jednotkami, převezena do Německa a následně na americké hřbitovy. Ve stejném roce byla v kostele sv. Jakuba v Praze sloužena mše za oběti souboje.

## Hledání letadla
Za komunistické totality byly připomínky amerických vojáků potlačovány a pád letadla nebyl oficiálně připomínán. Kráter s troskami letadla byl postupně zasypán. V 80. let 20. století se o pád letadla u Dubče začali zajímat Jaromír a Martin Kohoutovi z Plzně. Po rozhovoru s očitým svědkem věděli o sestřelení, ale neznali detaily. V červnu 1985 začali bratři kopat okolo kráteru a našli zásobník nábojů pro kulomet, o rok později našli kusy plechu s označením B-24J. V roce 1991 začala kopat v kráteru, již vedle postaveného kříže, trojice mladíků včetně Jiřího Koloucha ml. či vnuka M. Solarové. Kopání nebylo jednoduché, protože jámu plnila podzemní voda, ale kromě velkých zkroucených plechů našli tři motory, vrtule prostřelené protileteckou obranou, rádio, pět kulometů M2 Browning a stovky nábojů. Při kopání až do čtyřmetrové hloubky našli osobní věci posádky včetně 5 vojenských známek: H. Cartera, J. Altemuse, R. Hughese a dvě W. Nelsona. Při porovnání zjištěných informací s americkými záznamy se podařilo identifikovat letadlo jako bombardér poručíka Goddarda.
Podle historika Karla Fouda za dochování tolika částí letadla může především měkký terén, do kterého se tento letoun zabořil – z dalších liberátorů se nedochovalo prakticky nic. Rozsah dochovaných předmětů z havárie činí kolekci jedinečnou.

## Připomínka padlých

### Dubeč

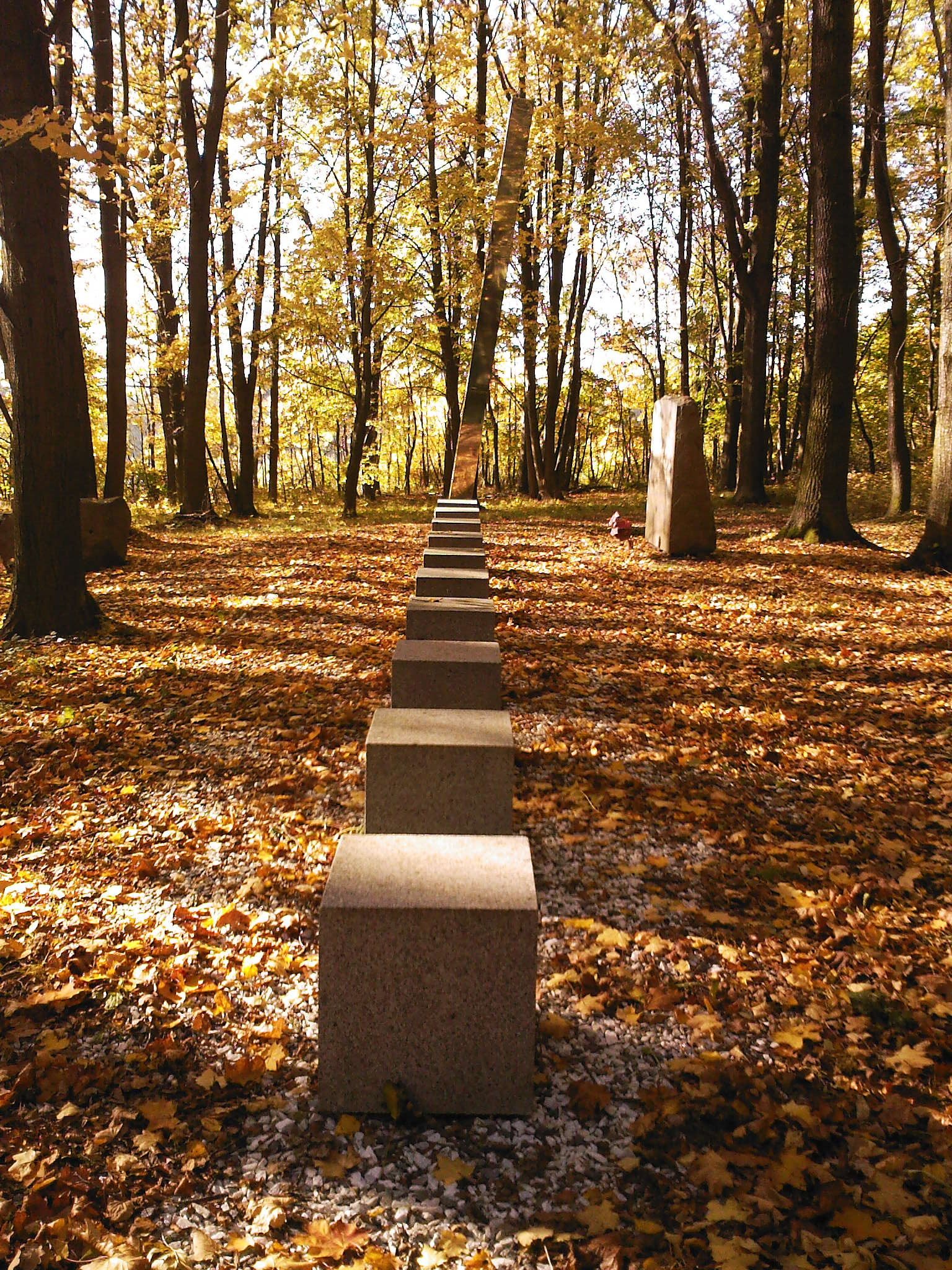
Nakloněný obelisk u Dubče

Posádku sestřeleného letadla B-24J 42-73138-U připomíná od roku 1990 kříž postavený přímo vedle kráteru vzniklého dopadem letadla nedaleko dubečské hájovny. Od roku 1997 doprovází kříž mohutná kamenná pamětní deska se jmény posádky letadla.
Při pietním setkání v roce 2004 vzešla z řad pozůstalých vojáků a místních občanů idea na umístění důstojného památníku. Místo dopadu doplnil v roce 2009 pomník Nakloněný obelisk od klatovského sochaře Václava Fialy. Tvoří jej 7,5 metru vysoký štíhlý kvádr z leštěného nerezového plechu, ve kterém se zrcadlí stromy a on tak splývá s okolní přírodou. Jeho naklonění o 7° připomíná trajektorii zříceného letadla. Minimalistický kovový obelisk doplňuje deset žulových krychlí pro každého mrtvého členy posádky. Vytvořené jsou bílé žuly o hraně 40 cm a jsou umístěné na jedné přímce s obeliskem do plochy vysypané bílým štěrkem. Slavnostního odhalení pomníku 3. května 2009 se zúčastnilo více než 500 osob včetně seržanta Raymonda A. Nouryho, dalších amerických veteránů, ministra spravedlnosti Jiřího Pospíšila, hejtmanky Plzeňského kraje Milady Emmerové a plzeňského primátora Pavla Rödla. Českou a americkou hymnu zazpívala Eva Urbanová.
Okolo místa dopadu prochází modře značená turistická trasa z Nepomuku do Blovic, podle starosty Nepomuku Jiřího Ševce je památník hojně navštěvovaný.

### Prádlo
Na hřbitově u vesnice Prádlo je umístěna jednoduchá pamětní deska s textem: NA PAMÁTKU / AMERICKÝCH LETCŮ / † 22.2.1944.
Na křižovatce ve středu vesnice Prádlo je vedle pomníku Obětem 1. a 2. světové války umístěn i Pomník vojákům Americké armády. Žulový pomník je tvořen podstavcem a žulovým kvádrem, na němž je umístěna deska připomínající událost a jmenovitě všechny členy posádky včetně funkce a hodnosti. Pomník věnovali občané Prádla a Novotníků.

### Nepomuk
V únoru 2014 byla v Městském muzeu a galerii Nepomuk u příležitosti 70. výročí sestřelení bombardéru otevřena trvalá expozice B-24J Liberator. Představuje dochované části zříceného letadla a osobní věci letců, které byly na začátku 90. let 20. století vykopány na místě dopadu nadšenci. Vystavené jsou i trosky zřícených messerschmittů ze stejného souboje.

## Raymond A. Noury
Jediný přeživší člen posádky se v roce 2004 stal čestným občanem Nepomuku a nedalekého Prádla. Raymond Noury zemřel 20. prosince 2013 ve věku 90 let.